# 特卡爾契奇街

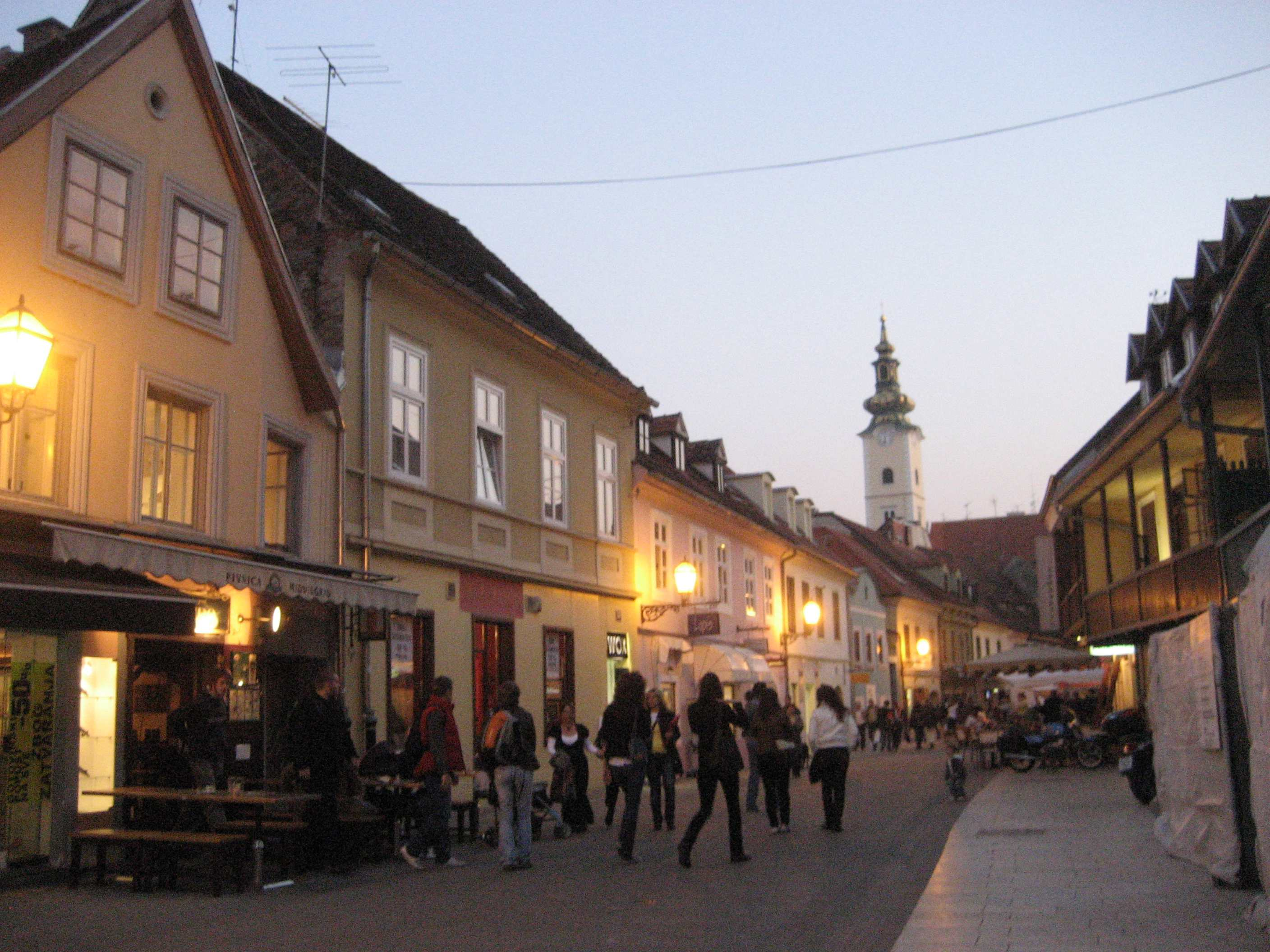
特卡爾契奇街夜景

特卡爾契奇街是克羅埃西亞首都薩格勒布的一條街道，位於薩格勒布市中心。據2001年克羅埃西亞人口普查，這條街上有居民1,591人。這裡曾是薩格勒布的紅燈區。